# 매나테크
매나테크는 글리코영양소를 연구개발 하는 사회적 기업이며
회사 이름은 성경에 등장하는 음식인 "만나(Manna)"를 의미한다.
매나테크는 1994년 사무엘 L. 캐스터 (이하 샘 캐스터)로부터 창립되었고 미국 텍사스주 코펠 지역에 본사가 있다.
회사는 미국과 한국, 캐나다, 호주, 영국, 일본, 뉴질랜드, 대만, 덴마크, 독일, 멕시코, 남아프리카공화국, 싱가포르, 스웨덴, 노르웨이, 오스트리아, 네덜란드, 아일랜드, 에스토니아, 핀란드, 체코에서 운영되고 있다.
회사의 주식은 NASDAQ에서 MTEX라는 심볼로 거래되고 있다. 매나테크는 현재 310명을 직원으로 고용하고 있고 대략 229,000명의 독립적인 어소시에이트를 통해 제품을 유통하고 있다.
2006년 포브스지에서 매나테크는 "한해 200개 최고 중소기업"에서 5번째로 리스트에 올랐다. 그리고 2007년에는 비즈니스위크지에서 "2007 미국에서 최상위 빠르게 성장하는 100개 중소기업"에서 12위에 올랐다.
매나테크 자사의 제품의 효과에 대해서는 법적인 집단소송에서 승리와 2007년 법률가의 전반적인 조사를 포함하여 정밀하고 공식적인 기간 동안 경험 및 인정되어왔다. 2009년에는 회사는 이러한 이슈를 정착했고 요구 요청 부분을 받아들여 다시 조정했다.

## 제품
2011년 7월 때에 회사는 22개의 영양공급제품을 제공했다. 2개의 주된 제품, 5개의 스킨 케어 제품과 4개의 체중조절관리/신체운동 제품이다.
매나테크는 “앰브로토스”로 주로 널리 알려져 있으며, 앰브로토스 제품 라인에 사용된 특허 받은 식물기반의 단당류 혼합체의 글리코영양소적 식품 공급제이다.
글리코영양소들은 사람의 글리코폼(glycoforms)에 긍정적인 효과를 주는 세포 커뮤니케이션을 지원하기 위해 정형화되어 조합 되었다. 그 주장은 과학적 커뮤니티의 몇 회원들로부터 논란이 되었다.
미국 증권 거래위원회(미국 SEC) 서류 정리에서, 매나테크는 다른 회사들이 하는 화학적 합성 개발이나 탄수화물 기반 제품들과는 달리 그 보다는 웰니스와 최적의 건강의 유지와 달성을 돕기 위해 정상적인 생리를 통해 영양소가 적용되어 사용되도록 설계된 자연발생적, 식물 유래의 탄수화물 요소들이 지배적으로 뚜렷하게 조합된 자사의 제품을 공식화  [sic] 했다.